# Exploitation de schiste de Creveney
Vous lisez un « bon article » labellisé en 2016.
L'exploitation de schiste de Creveney par la Société des Schistes et Pétroles de Franche-Comté (abrégé SPF), pour la fabrication du carburant appelé Natioline, est composée d'une mine à ciel ouvert de schiste bitumineux et d'une usine de distillation du pétrole. Elle est implantée à Creveney en Haute-Saône dans l'Est de la France.
Cette industrie exploite 20 000 tonnes de pyroschiste d'âge toarcien entre 1929 et 1936 avec une production industrielle en 1934 employant environ 80 personnes. Cette roche est distillée pour obtenir de l'huile de schiste qui est ensuite raffinée. Un raid automobile est organisé dans les colonies françaises, la « croisière technique africaine », pour promouvoir ce carburant, la Natioline.
Des vestiges (pollués) des installations et la zone d'extraction subsistent au début du XXIe siècle, mais les plus importants sont démolis avant 2022.

## Situation
La concession, d'une superficie de 1 760 hectares, englobe la totalité du territoire de Creveney et une partie des communes voisines : Saulx, Châtenois, Colombotte, Calmoutier, Montcey et Colombier. Elle est située entre Vesoul et Lure dans le département de la Haute-Saône, en région de Bourgogne-Franche-Comté,.

: contour de la concession ;
: mine de schiste ;
: usine de distillation et raffinage.

## Géologie

Carte des communes de Haute-Saône, présentant l'étendue du gisement en noir et la concession de Creveney en rouge.

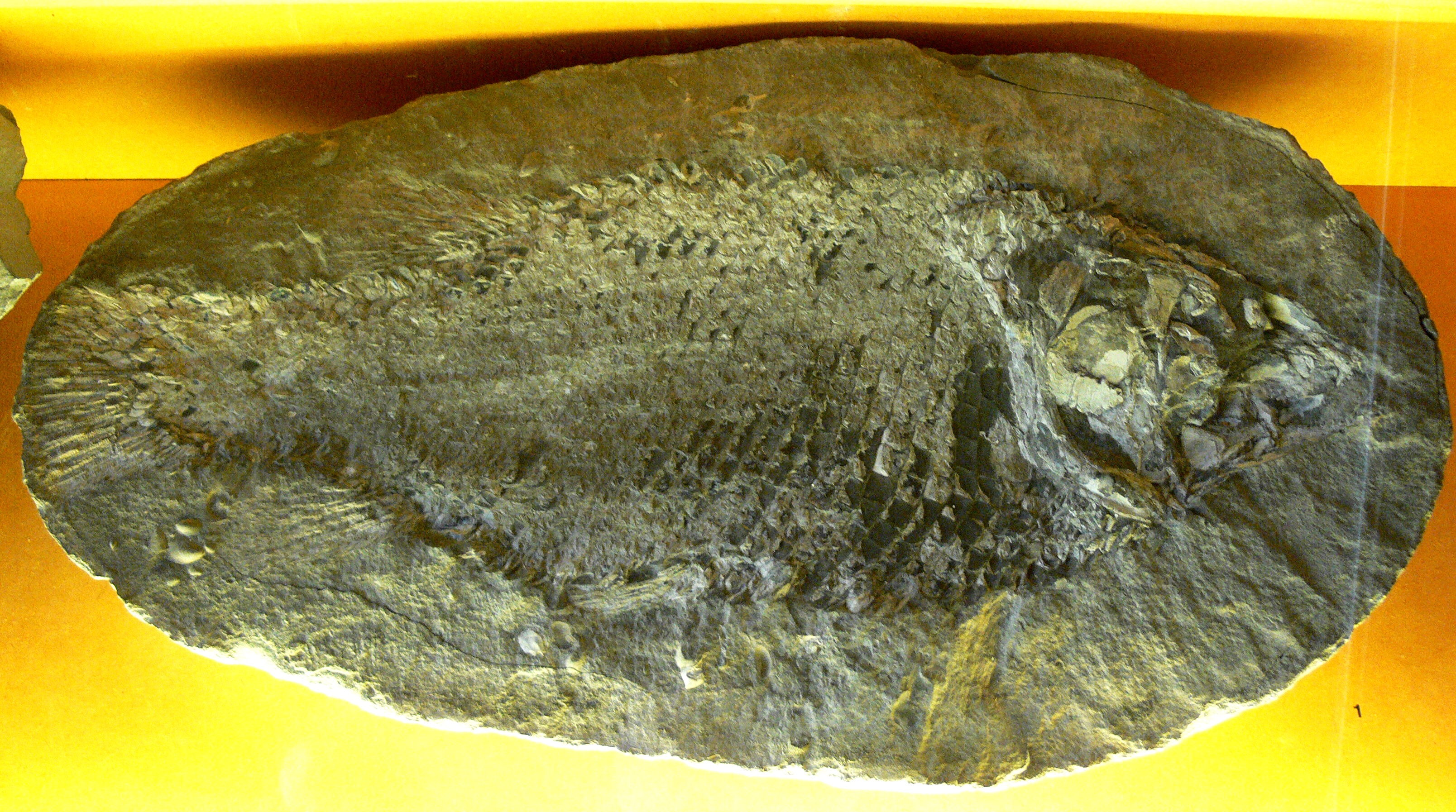
Lepidotes elvensis trouvé en 1883 dans les schistes de Saulx.

La concession de Creveney permet l'exploitation d'une petite partie d'un vaste gisement de schiste bitumineux composé de deux principaux ensembles. Le premier de ces ensembles est situé au centre du département de la Haute-Saône, dans les vallées synclinales de l'Ognon et de la Saône, et s'étend de Grattery à Gouhenans en passant par Vesoul et Creveney, où il affleure en différents points. Le second est situé au sud-est du département, sur le versant nord-ouest des collines pré-jurassiennes, et s'étend de Châlonvillars à Fallon. Une cinquantaine de communes sont concernées, soit 10 % du territoire départemental. L'épaisseur de la couche est généralement d'une vingtaine de mètres avec un maximum de 34 mètres,.
Ce gisement de pyroschiste dit « schistes-carton » est daté du Toarcien (−182 à −174 millions d'années) ; plus particulièrement du Toarcien inférieur, période au cours de laquelle a eu lieu un événement géologique important appelé événement anoxique océanique (EAO) intervient au cours du Toarcien inférieur. Il correspond à une période de réchauffement global qui déstabilise les hydrates de méthane dans les sédiments des fonds marins, libérant ainsi de grandes quantités de méthane gazeux qui provoquent l'anoxie des fonds marins sur une grande partie du globe. Il en résulte des extinctions massives de faunes océaniques et l’accumulation de matière organique. L'absence d'organismes benthiques et fouisseurs permet ainsi la conservation des lamines originelles du sédiment. Il se forme des argiles noires à structure feuilletée et à consistance cartonnée dénommées schistes-carton. Ce faciès est connu à l’affleurement et en forage dans de nombreux bassins dont les Bassins parisien et aquitain où leur épaisseur est de quelques mètres. Les schistes-carton ne renferment que des fossiles d'organismes pélagiques (poissons, microalgues dont des Coccolithophoridés...),. La durée de cet événement est évaluée à 600 000 ans.
Le volume de matériaux exploitables de la concession seule est estimé à un milliard de tonnes de schiste pouvant fournir 50 millions de tonnes de pétrole (soit un rendement de 5 %). La couche exploitée mesure 15 mètres en moyenne. Elle est légèrement inclinée vers le sud et s'étend entre Colombier et Velleminfroy.

## Histoire

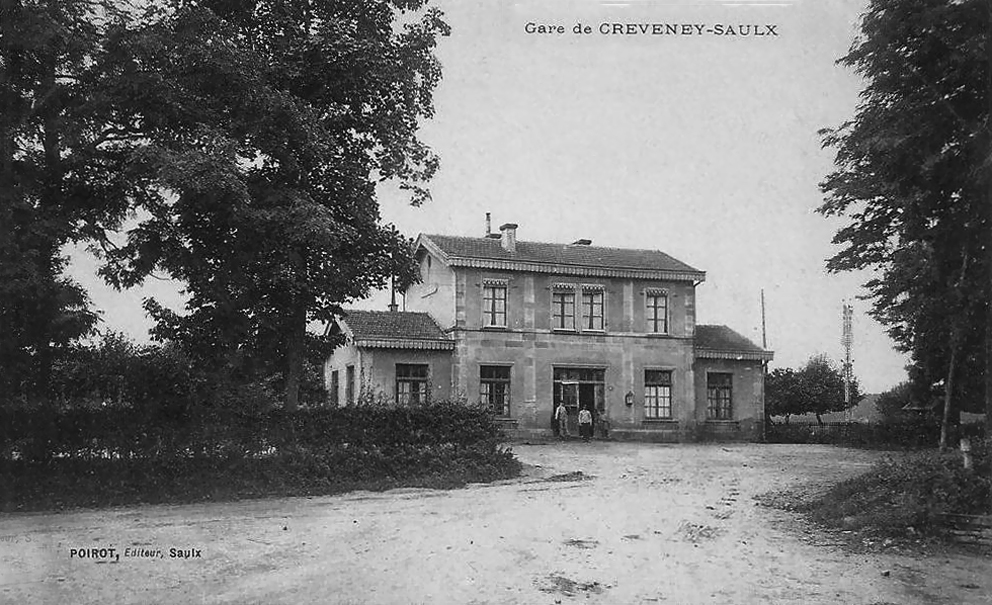
La gare de Creveney - Saulx au début des années 1900.

Le gisement est découvert au milieu du XIXe siècle et une demande de concession est déposée par des négociants vésuliens en 1849 pour exploiter le secteur de Saulx-Creveney. La demande est refusée par le préfet de Haute-Saône, l'ingénieur des mines estimant le gîte schisteux insuffisant et craignant une spéculation boursière.
La concession est accordée en 1929. C'est en octobre que la Société des Schistes et Pétroles de Franche-Comté est créée par René Petit, un industriel de Luxeuil-les-Bains. Un embranchement particulier est créé avec la gare de Creveney - Saulx pour le transport des produits raffinés, qui se fait également par la RN 19 et la RN 57. L'usine est édifiée à partir de 1930 et entre en production industrielle en 1934,.
L'activité cesse en novembre 1934 par manque de capitaux. L'activité est relancée en mars 1935 lors d'une visite du maréchal Pétain, mais le 6 juin suivant, la société dépose de nouveau le bilan. L'activité est une nouvelle fois relancée en juillet 1936 et les installations sont rachetées par la compagnie pétrolière de Pechelbronn, qui les démantèle rapidement avant d'abandonner le site,.

## Extraction
Pour l'exploitation du gisement, un grattage de la terre végétale permet de mettre au jour le schiste qui est dynamité. Des pelles mécaniques permettent de charger la roche dans des berlines tractées par des locomotives de marque Decauville. Les déchets miniers sont utilisés pour remblayer la mine à ciel ouvert,.

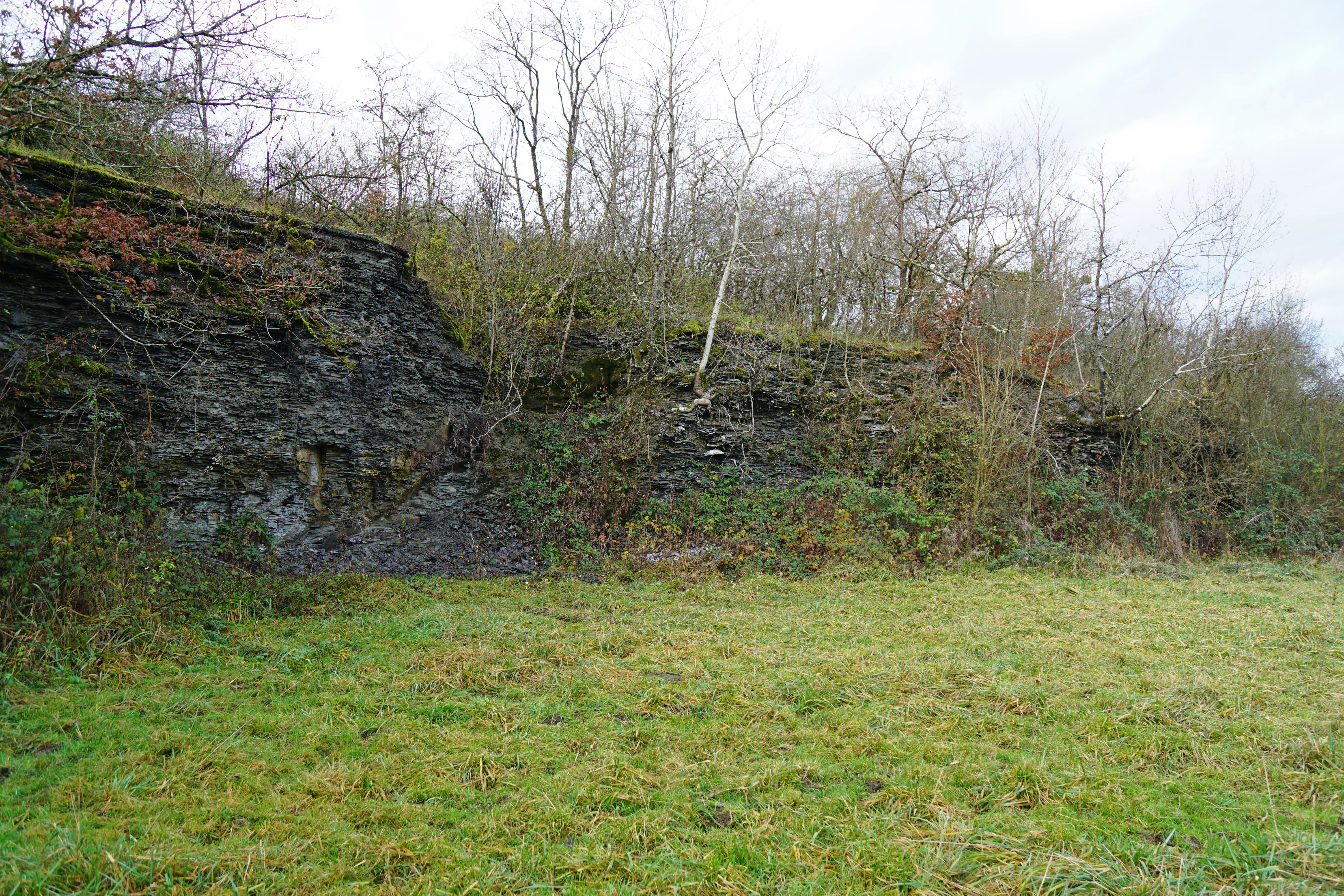
Le front de taille.
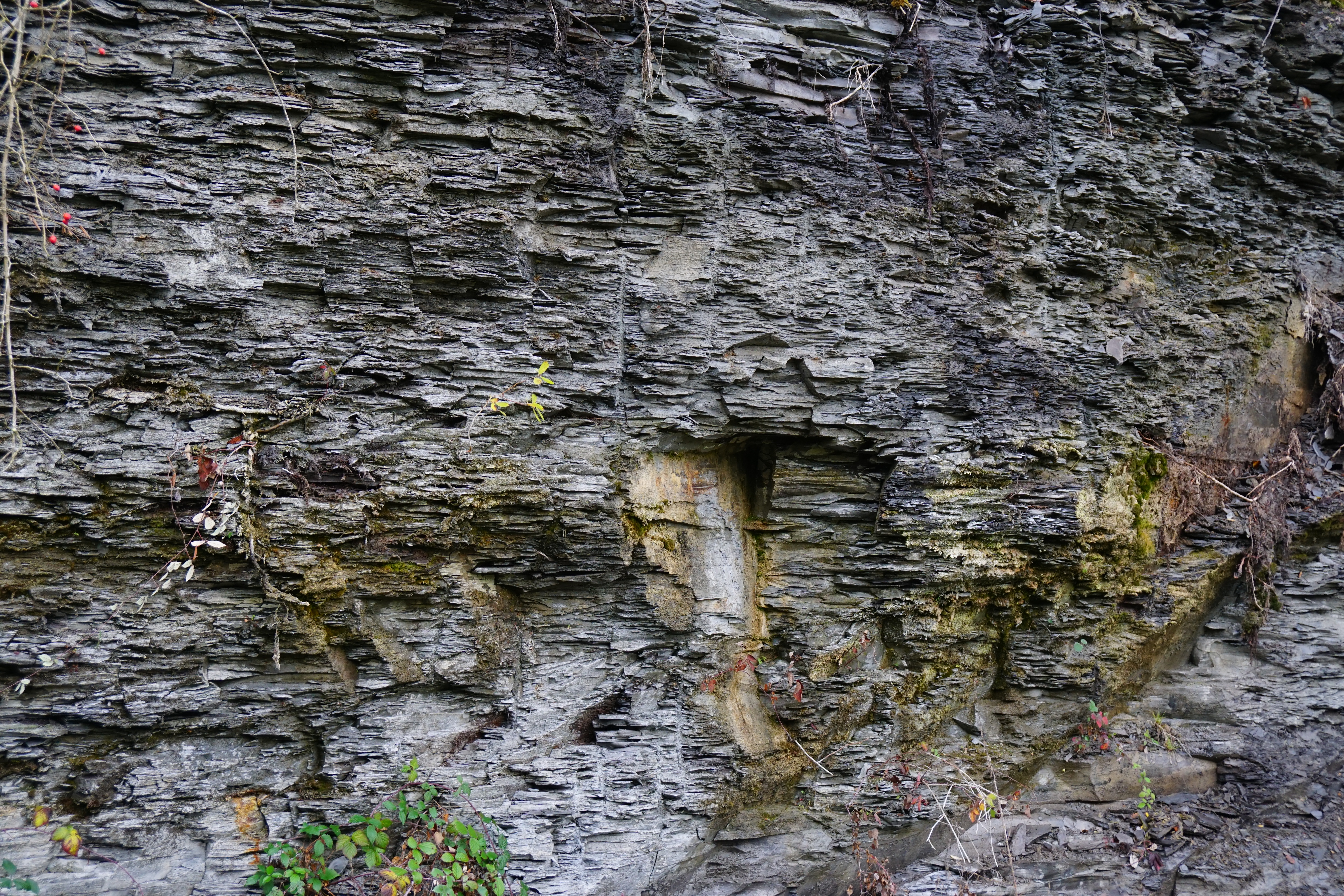
Vue rapprochée.
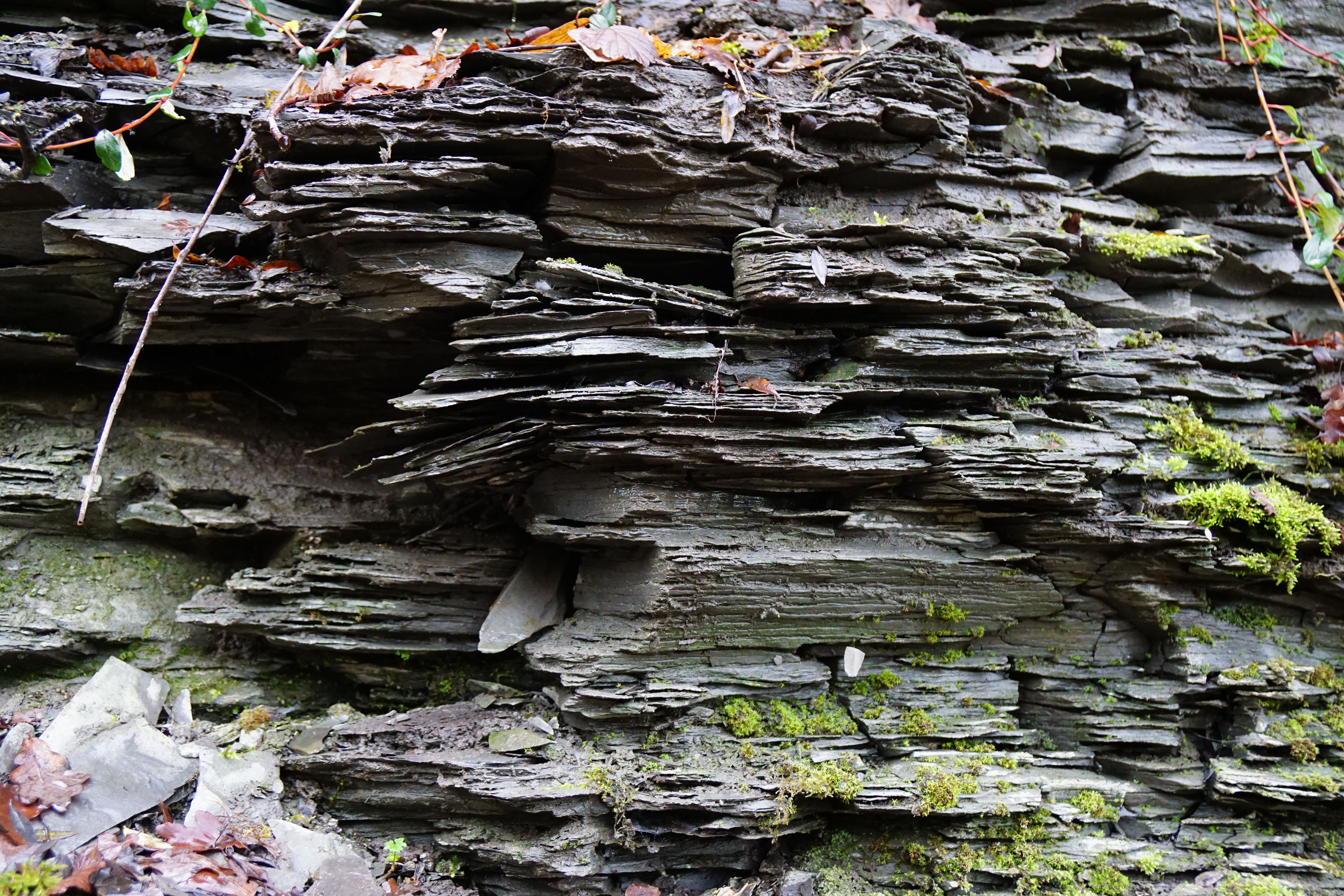
Détail des feuillets de schistes.
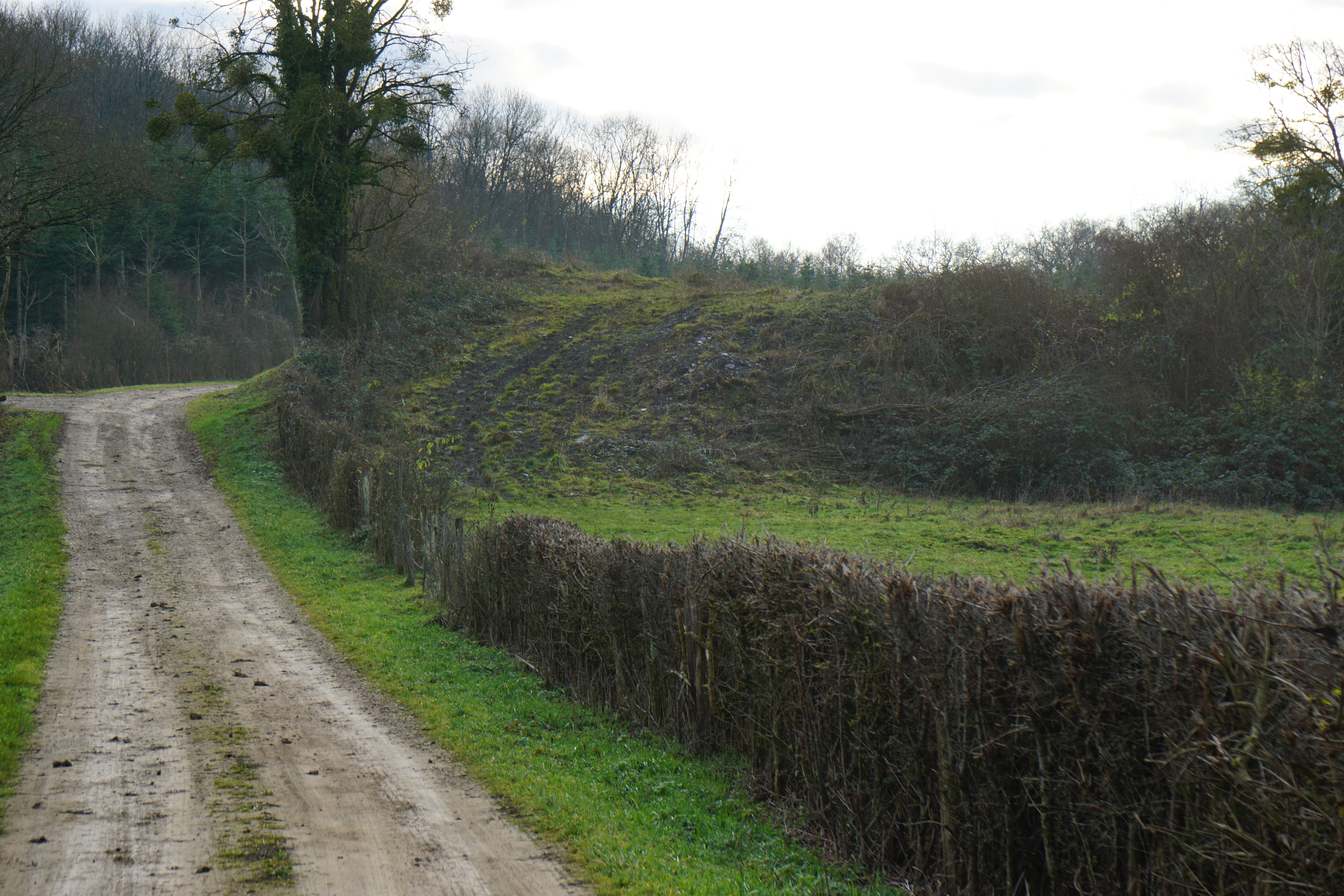
Le terril.

## Traitement

Principe de production.

Les matériaux extraits sont d’abord cassés à la masse (1) puis passent sous des marteaux mécaniques (2) avant d'être concassés dans deux concasseurs cylindriques (3) pour atteindre une granulométrie de 15 mm. Le menu passe ensuite dans un cribleur pour être séparé de la poussière (4) avant d'être stocké dans un silo séchant (5) alimentant différents types de fours où il est chauffé entre 450 et 500 °C dans un espace confiné, privé d'air. La cornue Pumpherston (6) d'un mètre de diamètre, construite en fonte et briques réfractaires sur 18 mètres de hauteur, permet de traiter 3 à 5 m3 toutes les trente heures. Un four rotatif de forme cylindrique horizontal (7), de type continu mécanique et construit en acier, permet de traiter 12 m3 par jour. Il existe aussi un four gazogène (8) et un autre créé spécialement par René Petit (9) qui permet le traitement de 4 tonnes/h,.
L'huile de schiste obtenue par condensation de la vapeur à la sortie des fours subit une distillation en trois phases. Le chauffage (10) permet d'extraire le gazole et l'essence brute. Cette essence passe dans une colonne de distillation (11) permettant d'obtenir différents produits raffinés. Les résidus sont traités dans une chaudière à goudron (12) pour obtenir du bitume utilisé par les ponts et chaussées. Un dernier raffinage permet d'éliminer le soufre et le phénol.
Les installations de traitement étant gourmandes en eau, gaz et électricité, elles possèdent leur propre captage d'eau et s'auto-alimentent en gaz par le biais des fours. L’électricité fournie par la centrale thermique de Ronchamp est insuffisante. L'usine possède donc sa propre centrale thermique d'une puissance d'environ 300 kW. La vapeur est produite par une chaudière semi-tubulaire pour actionner la turbine qui entraîne le générateur. Le matériel est fabriqué par la société Alsthom de Belfort. En cas de panne, une locomobile permet d'actionner une génératrice de secours.

Plan de l'exploitation de schiste de Creveney :

## Production
Un total de 20 000 tonnes de schiste sont extraites qui ont permis d'obtenir 500 tonnes d'huile brute, 90 tonnes d'essence de gaz, 62 tonnes d'essence raffinée, 25 tonnes d'essence lourde raffinée, 36 tonnes de gazole, 135 tonnes d'huile lourde, 220 tonnes de bitume,. En 1933, l'usine est capable de produire 5 000 litres d'huile brute par jour qui fournissent 2 000 litres d'essence.

## LaNatioline

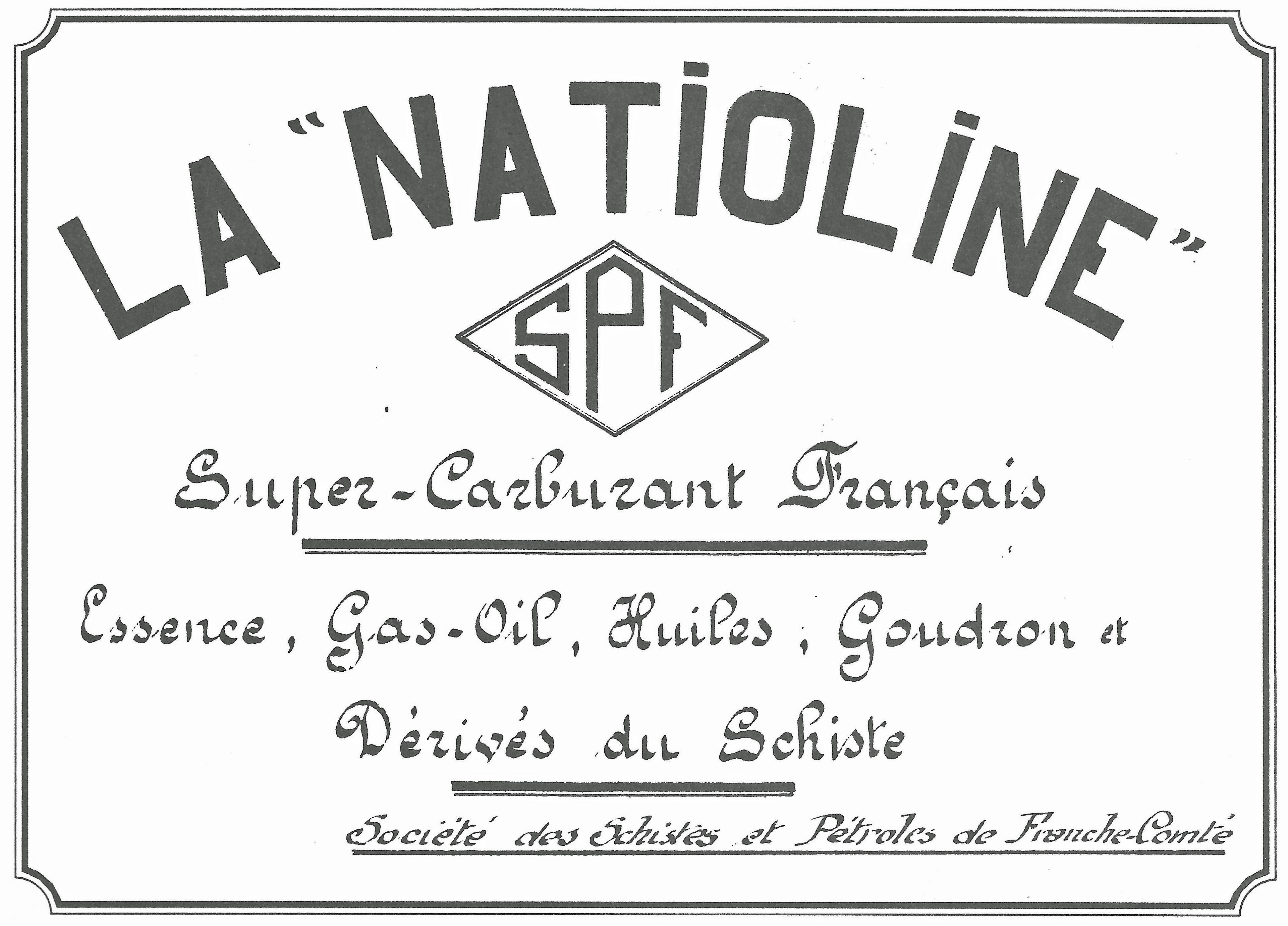
Logotypes de la Natioline et de la Société des Schistes et Pétroles de Franche-Comté sur un encart publicitaire.

Le carburant produit à Creveney est commercialisé dans des fûts aux couleurs du drapeau tricolore sous l’appellation Natioline, ce marketing est lié au patriotisme économique de l'époque. En 1934, la direction décide d’organiser une « croisière technique africaine », un raid automobile dans les colonies françaises à l'image de la croisière jaune organisée par Citroën. L'expédition est menée par Charles Roux. Le convoi, formé de deux camions, se ravitaille à l'usine de Creveney avant de partir en Algérie pour traverser le Sahara et rejoindre l'AOF puis l'AEF pour finalement retourner en France par le Sénégal et le Maroc. Le bilan est positif : le convoi ne subit que quelques pannes qui ne sont pas imputables au carburant.
Des tests d'autonomie sont réalisés avec des véhicules de liaison militaires de marque Renault mais aussi avec une Citroën C6F pour comparer la différence de distance parcourue par la voiture avec 5 litres de Natioline et 5 litres d'essence de pétrole classique. L'autonomie permise par la Natioline est plus élevée avec 39 km parcourus contre 34 km pour l'essence ordinaire. L'essence de Creveney est mélangée à de l'alcool dénaturé pour conserver la stabilité du carburant jusqu’à −21 °C.

## Aspects sociaux
Le conseil d'administration est constitué de sept membres dont Albert Bikel (président) et René Petit (fondateur et administrateur délégué).
La compagnie emploie environ 80 personnes : un chef des services techniques, un ingénieur des mines, une secrétaire, un dessinateur, deux mécaniciens de pelle, deux assistants, un accrocheur, un conducteur de locomotive, un foreur et son assistant, 5 remblayeurs, un porion issu des houillères de Ronchamp, sept ouvriers au concassage, trois équipes aux fours (un chef de service, deux chefs de postes, six ouvriers de maintenance et deux manœuvres), un ingénieur de raffinerie, deux contremaîtres, trois hommes par tranche de travail avec le chef de service, un chef de centrale, six ouvriers de centrale, quatre ouvriers d'entretien, deux laborantins et un magasinier.
Les employés travaillent 8 heures par jour et 48 h par semaine. Plusieurs ouvriers jouent ensemble dans le club de football de Creveney-Saulx le dimanche.

## Reconversion
Les vestiges de la mine à ciel ouvert, d'un silo en béton armé, d'un réservoir métallique, la fondation des fours et des blocs de béton épars subsistent au début du XXIe siècle. Le site est utilisé par la direction départementale de l'Équipement (DDE) jusqu’à la disparition de cet organisme en 2009,.
En 2013, le site est acquis par la direction départementale des Territoires (DDT) de Haute-Saône. La direction régionale de l'environnement, de l'aménagement et du logement (DREAL) réalise alors une étude concernant la pollution des sols et la mise en sécurité du site. Des traces d'hydrocarbures, notamment des HAP, sont retrouvées dans le sol, mais celui-ci étant imperméable, il n'y a pas de risque de contamination de la nappe phréatique ou de cours d'eau. Le risque est lié à d'éventuelles fuites et écoulements de ces polluants par le ruisseau le Bognon, exutoire naturel des eaux de ruissellement du bassin versant du Durgeon. Une clôture est édifiée pour condamner l'accès au site.

Les ruines des installations en 2015.
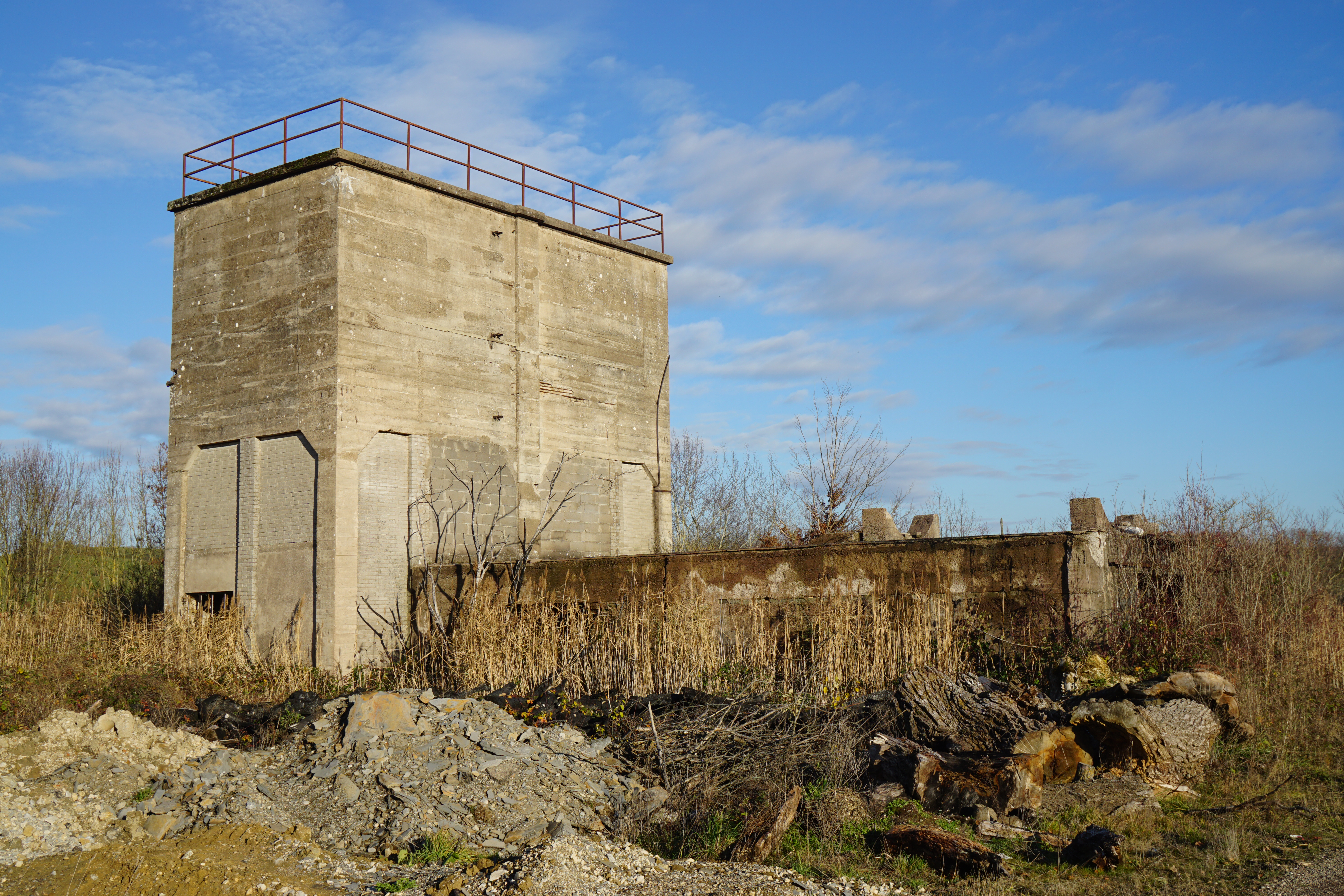
La tour de stockage à double-silo.
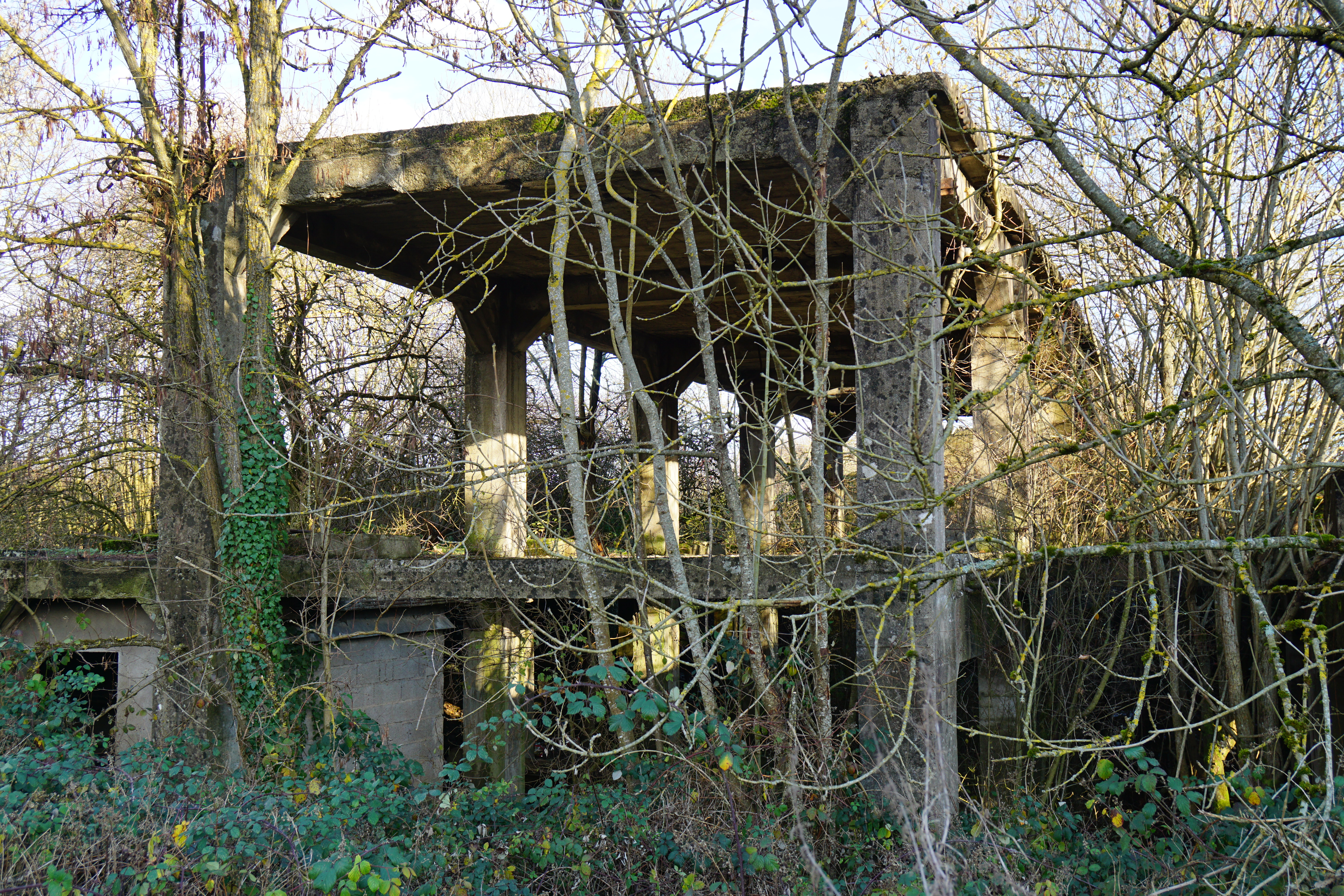
Ruine du bâtiment des fours, voisin.
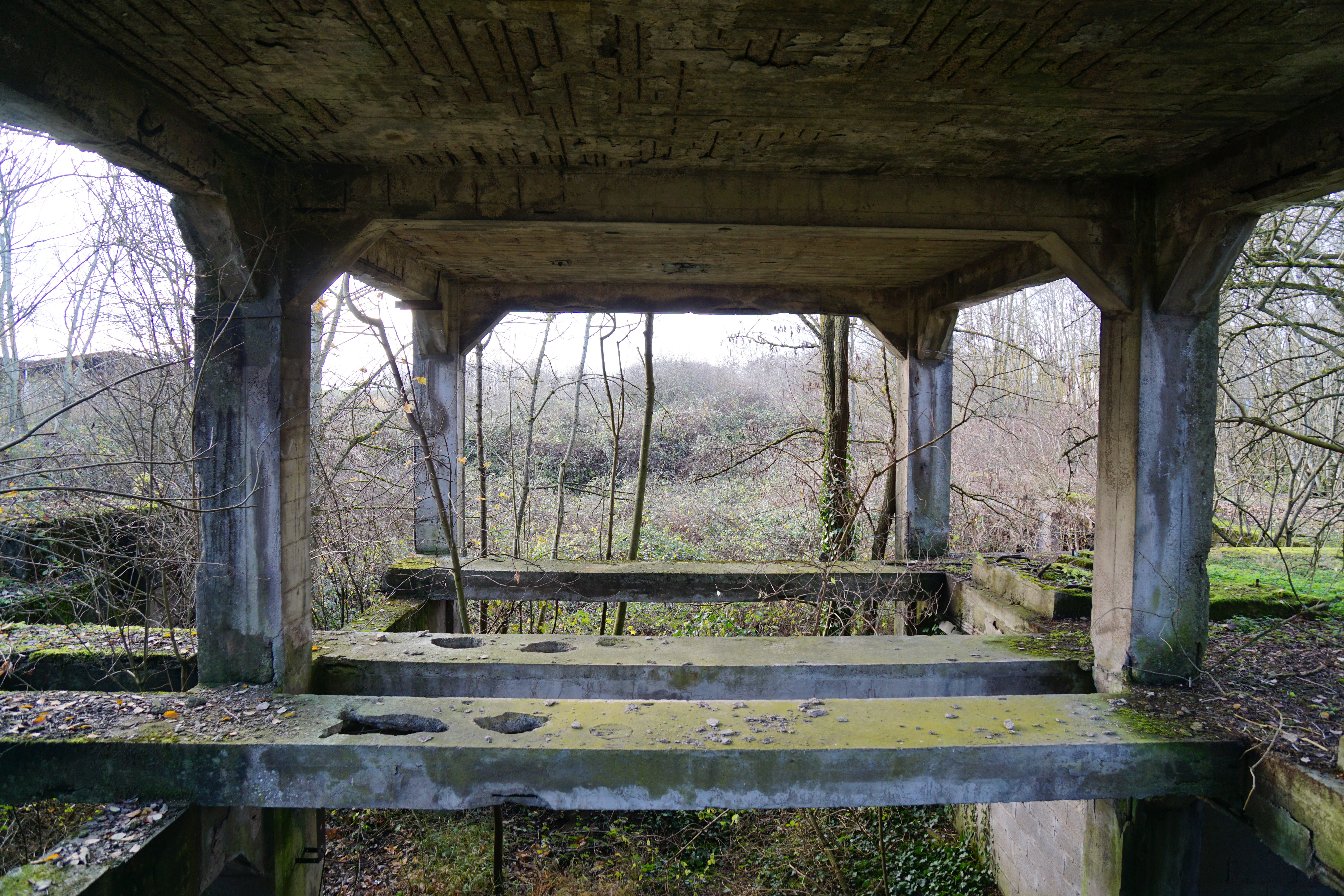
L'intérieur du même bâtiment.
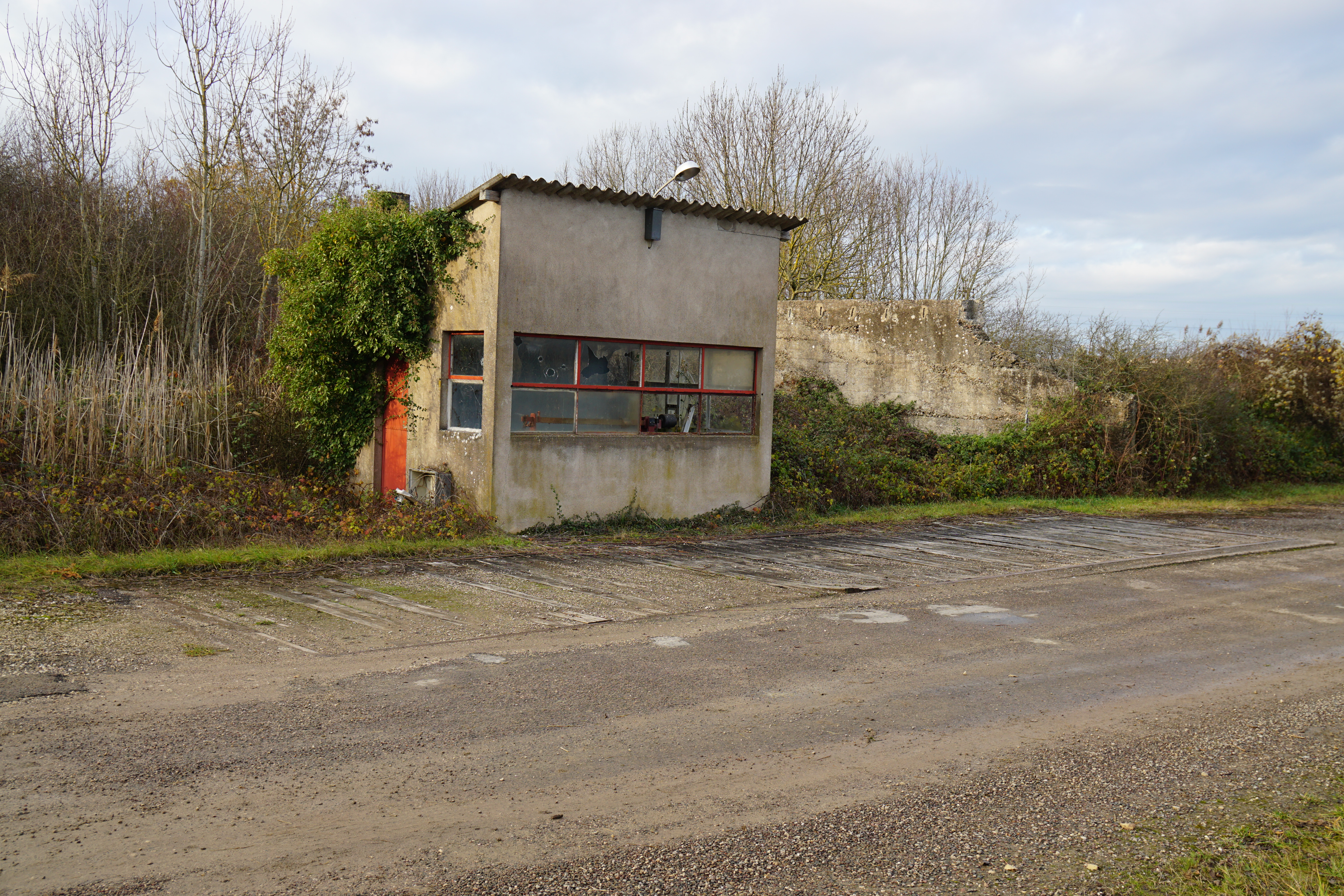
La bascule de pesée.

Avant 2022, le site est cédé par le département à une société privée qui a démolit les ruines des installations en béton. Les lieux subissent alors des dépôts sauvages de déchets et des brûlages.